# Municipio de Spring Hollow
El municipio de Spring Hollow (en inglés: Spring Hollow Township) es un municipio ubicado en el condado de Laclede en el estado estadounidense de Misuri. En el año 2010 tenía una población de 4139 habitantes y una densidad poblacional de 16,93 personas por km².

## Geografía
El municipio de Spring Hollow se encuentra ubicado en las coordenadas 37°42′16″N 92°46′14″O / 37.70444, -92.77056. Según la Oficina del Censo de los Estados Unidos, el municipio tiene una superficie total de 244.42 km², de la cual 243,7 km² corresponden a tierra firme y (0,29 %) 0,72 km² es agua.

## Demografía
Según el censo de 2010, había 4139 personas residiendo en el municipio de Spring Hollow. La densidad de población era de 16,93 hab./km². De los 4139 habitantes, el municipio de Spring Hollow estaba compuesto por el 96,01 % blancos, el 0,34 % eran afroamericanos, el 1,21 % eran amerindios, el 0,19 % eran asiáticos, el 0,17 % eran de otras razas y el 2,08 % eran de una mezcla de razas. Del total de la población el 1,18 % eran hispanos o latinos de cualquier raza.